# نسل بیت
نسل بیت (به انگلیسی: Beat Generation) به گروهی از هنرمندان آمریکا گفته می‌شود که اندکی پس از جنگ جهانی دوم شناخته شدند.

## ویژگی‌ها
ویژگی اصلی نسل بیت، هنجارشکنی اجتماعی، همجنس‌گرایی، هنجارشکنی اعتقادی و جنسی، مخالفت با ارزش‌های معمول و عرف جامعه، و گرایش به شعر، موسیقی جاز و استفاده مواد مخدر است. جک کرواک به‌همراه شماری از نزدیک‌ترین دوستان خود همچون نیل کسدی، آلن گینزبرگ، و ویلیام اس. باروز که ساعت‌های زیادی را با هم به خوشگذرانی، شعرخوانی، سفر، و حتی مصرف مواد مخدر می‌گذراندند از مهم‌ترین چهره‌های نسل بیت آمریکا هستند. علاوه بر آن لوشین کار یکی از موثر ترین اعضای این حلقه بوده. لوشین کار نه شاعر بود نه نویسنده اما بسیاری اورا الهام بخش نسل بیت میدانند در دو دههٔ آینده نویسندگان بسیاری همچون ریچارد براتیگان، چارلز بوکوفسکی تحت تأثیر این جنبش بودند که به نسل بیت مشهور شدند.
نویسندگان و شاعران نسل بیت، الهام‌بخش جوانان دهه ۱۹۶۰ در پیدایش جنبش هیپی و مه ۱۹۶۸ فرانسه، و به‌زیرکشیدن قطعیت‌های جامعه آمریکا، مانند مخالفت با جنگ ویتنام بودند.

## ریشه نام
بیت در زبان عامیانه آمریکایی به معنی "خسته و کوفته" است. هربرت هانکه از واژه بیت برای توصیف مردم بی‌پول و بی‌آینده استفاده می‌کرد. واژه «بیت» یک نامگذاری کلیشه‌ای بود که رسانه‌های آن دوره آمریکا به آن گروه، داده بودند. اما گزاره «نسل بیت» را نخستین‌بار خود جک کرواک در سال ۱۹۴۸ به پیشنهاد هربرت هانکه برای نام‌گذاری گروه دوستان خود به کار برد که همگی در خانه جان کللون هولمز کنار هم می‌آمدند.
جک کرواک اصرار داشت که واژه «بیت» از «بئاتیفیه» (Beatification) آمده که در ادبیات کاتولیک به مرحله آمرزیدگی، (یک مرحله پیش از تقدیس) گفته می‌شود. کرواک با این کار می‌خواست بر خوشبختی بی‌اندازه نسل خود تأکید کند.

## نوشته‌ها
نخستین رمان نسل بیت را جان کللون هولمز با عنوان "برو" (Go) منتشر کرد و در سال ۱۹۵۲ در مقاله‌ای در روزنامه نیویورک تایمز درباره این نسل توضیح داد.
شعر بلند زوزه از آلن گینزبرگ (۱۹۵۶)، رمان در جاده جک کرواک (۱۹۵۷)، و رمان سور عریان ویلیام اس. باروز (۱۹۵۹) را سه اثر شاخص نسل بیت هستند.

## در ایران
نخستین آشنایی ایرانیان با نسل بیت آشنا، نوشته‌های ریچارد براتیگان بودند. بعدها نوشته‌های جک کرواک و دیگر نویسندگان و شاعران نسل بیت نیز به زبان فارسی برگردان و منتشر شدند.

## معرفی کتاب
رمان ولگرد‌های دارما- نوشته جک کرواک- ترجمه فرید قدمی
رمان ناهار لخت- نوشته ویلیام باروز - ترجمه فرید قدمی
شعر زوزه - آلن گینزبرگ - ترجمه فرید قدمی
رمان در راه- جک کروآک - ترجمه احسان نوروزی

### مکان های مهم

#### دانشگاه کلمبیا
منشاء نسل بیت را می توان در دانشگاه کلمبیا و ملاقات کرواک، گینزبرگ، کار، هال چیس و دیگران جستجو کرد. کرواک با بورسیه تحصیلی فوتبال در کلمبیا شرکت کرد. اگرچه بیت ها معمولاً ضد آکادمیک در نظر گرفته می شوند، بسیاری از ایده های آنها در پاسخ به اساتیدی مانند لیونل تریلینگ و مارک ون دورن شکل گرفت. همکلاسی‌های کار و گینزبرگ در مورد نیاز به «چشم‌انداز جدید» (اصطلاحی که از W. B. Yeats به عاریت گرفته شده است) بحث کردند تا با آنچه که آنها به عنوان ایده‌آل‌های ادبی محافظه‌کارانه و فرمالیستی معلمان خود تصور می‌کردند مقابله کند.